# لا تبایدا (کیندیو)
لا تبایدا (کیندیو) (به اسپانیایی: La Tebaida, Quindío) یک سکونتگاه مسکونی در کلمبیا است که در بخش کیندیو واقع شده‌است.